# Архиепархия Хартума
Архиепархия Хартума (лат. Archidioecesis Khartumensis) — епархия Римско-Католической церкви с центром в городе Хартум, Судан. Архиепархия Хартума распространяет свою юрисдикцию на территорию штатов Голубой Нил, Сеннар, Белый Нил, Эль-Гезира, Гедареф, Хартум, Кассала, Красное море, Нил и Северный штат. В митрополию Хартума входит епархия Эль-Обейда. Кафедральным собором архиепархии Хартума является церковь Святого Матфея в городе Хартум.

## История
3 апреля 1846 года Святой Престол учредил апостольский викариат Центральной Африки. 27 октября 1880 года апостольский викариат Центральной Африки передал часть своей территории для возведения нового апостольского викариата Ньянзы (сегодня — архиепархия Кампалы).
В 1857 году в Хартум прибыл миссионер из Италии Даниэль Комбони — будущий основатель монашеской конгрегации комбонианцев. В 1862 году миссионеры под руководством Даниэля Комбони стали основывать миссии в Судане и Верхнем Ниле. В этот же год апостольский викариат Центральной Африки прекратил свою деятельность и до 1872 году католические миссионеры присутствовали только в Хартуме.
В 1882—1898 гг. в Судане произошло восстание махдистов, во время которого деятельность католических миссионеров в Хартуме была прекращена. Многие священники и монашествующие были либо арестованы на несколько лет либо высланы из Судана. В 1899 году миссионеры священника Даниэля Комбони вернулись в Хартум.
30 мая 1913 года апостольский викариат Центральной Африки передал часть своей территории для образования новой апостольской префектуры Бар-эль-Газаля (сегодня — Епархия Вау). В этот же день апостольский викариат Центральной Африки был переименован в апостольский викариат Хартума.
В следующие годы апостольский викариат Хартума передал часть своей территории для возведения новых католических структур:
- 28 апреля 1914 года — апостольской префектуре (сегодня — Епархия Нконгсамбы);
- 10 января 1933 года — миссии sui iuris Кодока (сегодня — Епархия Малакаля);
- 28 апреля 1942 года — апостольской префектуре Ниамея (сегодня — Архиепархия Ниамея);
- 9 января 1947 года — апостольской префектуре Форт-Лами (сегодня — Архиепархия Нджамены);
- 10 мая 1960 года — апостольскому викариату Эль-Обейда (сегодня — Епархия Эль-Обейда).

12 декабря 1974 года Римский папа Павел VI выпустил буллу Cum in Sudania, которой возвёл апостольский викариат Хартума в ранг архиепархии.
В 1957 году правительством в Хартуме был издан закон о регистрации церковных обществ. Этот закон брал под жёсткий контроль деятельность христианских общин в Судане. В 1965 году правительство Хартума пыталось создать лояльную ей католическую организацию по аналогу китайской Патриотической Ассоциации. Католические иерархи Судана отказались поддержать решение хартумского правительства. В 1893 году в Судане был провозглашено исламское право шариата. Это привело к конфликту между христианскими общинами и мусульманским большинством. Несмотря на публичные заверения, что шариат не распространяется на немусульман, христиане подвергались наказаниям за несоблюдение исламского юридического права. В 1991 году архиепископ Хартума Габриэль Зубейр Вако заявил, что христианам в Судане препятствуют совершать необходимые богослужения.
Архиепархия Хартума входит в Конференцию католических епископов Судана, в которую до настоящего времени также входят и католические епархии Южного Судана.

## Ординарии епархии
- епископ Annetto Casolani (3.04.1846 — 2.05.1847);
- епископ святой Даниэле Комбони (1872 — 10.10.1881);
- епископ Francesco Sogaro (4.10.1882 — 1895);
- епископ Antonio Maria Roveggio (8.02.1895 — 3.05.1902);
- епископ Franz Xavier Geyer (6.08.1903 — мая 1922);
- епископ Paolo Tranquillo Silvestri (29.10.1924 — июль 1930);
- епископ Francesco Saverio Bini (20.11.1930 — 11.05.1953);
- архиепископ Agostino Baroni (29.06.1953 — 10.10.1981);
- кардинал Габриэль Зубейр Вако (10.01.1981 — 10.12.2016);
- архиепископ Майкл Диди Адгум Мангория (10.12.2016 — по настоящее время).

## Источник
- Annuario Pontificio, Libreria Editrice Vaticana, Città del Vaticano, 2003, ISBN 88-209-7422-3
- Булла Cum in Sudania Архивная копия от 3 марта 2016 на Wayback Machine, AAS 67 (1975), стр. 164  (лат.)